# Dirty South
Драган Роганович (серб. Dragan Roganović; род. 15 ноября 1978, Белград, Сербия) — сербско-австралийский диджей, продюсер, музыкант, ремиксер. Наиболее известен под псевдонимом Dirty South (Дёти Саус). В 2012 году, журнал DJ Magazine объявил итоги Top 100 DJs, где Dirty South занял 76 место.

## Биография
Драган Роганович переехал в Австралию ещё в детстве. Карьера диджея началась когда Драган записывал музыку с радио на кассеты, создавая миксы при помощи кнопки «пауза». Друзьям эти «работы» нравились, и вскоре Драган приобрёл более традиционное оборудование для сведения.
Занявшись диджеингом посерьезней, Dirty South стал уделять больше внимания созданию ремиксов. Так, его демоработы попали в руки представителей австралийского лейбла Vicious Vinyl, который в 2005 году выпустил сингл «Sleazy».
В конце 2006-го ремикс на Evermore «It’s Too Late» долго не сходил с вершины австралийского чарта клубной музыки. К тому же эта работа стала первой австралийской композицией за 7 лет, которая получила от Пита Тонга статус «Essential New Tune». Возможно, именно благодаря ему Dirty South дебютировал на 11 месте в рейтинге австралийских диджеев «INTHEMIX50».
Позже музыкант скооперировался с британским диджеем Полом Харрисом, с которым была создана работа «Better Day», получившая ещё одну «Essential New Tune». Но несомненной гордостью Dirty South является сингл «Let It Go», выпущенный на лейбле Axwell’а Axtone.
В плодовитом 2007-м самый популярный продюсер Австралии, коим его окрестили те же «INTHEMIX50», выпустил ещё и ремикс на трек Kaskade «Sorry», который уже в этом году был номинирован на «Грэмми».
За три с небольшим года Dirty South спродюсировал более 40 ремиксов, половину из которых можно уверенно назвать хитами. Помимо уже упомянутых, это Chris Lake feat. Laura V «Changes», Cicada «The Things You Say», Roger Sanchez «Not Enough», Tiësto feat. Christian Burns «In the Dark», Fedde le Grand «Put Your Hands Up for Detroit», David Guetta «Baby When the Lights Go Out» и Snoop Dogg «Sexual Eruption».

## Дискография

### Альбомы
2018
- XV

#### 2014
- With You

2013
- Speed Of Life

### Синглы
2005
- Sleazy

2006
- Dirty South EP

2007
- Everybody Freakin' (feat. MYNC Project)
- Let It Go (feat. Rudy)
- Minority

2008
- Better Day (feat. Paul Harris & Rudy)
- D10
- Open Your Heart (feat. Axwell)
- Shield (feat. D. Ramirez)
- The End (The Doors' sample)

2009
- Alamo
- We Are (feat. Rudy)
- Meich (feat. Sebastian Ingrosso)
- How Soon Is Now (feat. David Guetta, Sebastian Ingrosso, Julie McKnight)

2010
- Stopover (with Mark Knight)
- Phazing (feat. Rudy)

2011
- Alive (with Thomas Gold) (feat. Kate Elsworth)

2012
- Eyes Wide Open (with Thomas Gold) (feat. Kate Elsworth)
- City Of Dreams (with Alesso) (feat. Ruben Haze)
- Rift (with Michael Burn)

### Миксы
2006
- Clubwork 2
- Onelove 5

2007
- Ministry of Sound — Sessions Four
- CR2 Live & Direct

2008
- Vicious Cuts 2008
- Toolroom Knights

2009
- Ministry of Sound — Sessions Six

### Ремиксы
2004
- Dalassandro — «Dial L»

2005
- Freemasons — «Love on My Mind»
- Gaelle — «Give It Back»
- Isaac James — «Body Body»
- mrTimothy — «I’m On My Way (I’m Coming)»
- Silosonic — "Somethin
- Soulwax — «NY Excuse»
- Spektrum — «Kinda New»
- T-Funk feat. Inaya Day — «The Glamorous Life»

2006
- Ferry Corsten — «Watch Out»
- Depeche Mode — «Just Can’t Get Enough»
- Evermore — «It’s Too Late (Ride On)»
- Isaac James — «Just Can’t Handle This»
- Chris Lake feat. Laura V — «Changes»
- Fedde le Grand — «Put Your Hands Up 4 Detroit»
- Mind Electric — «Dirty Cash (Money Talks)»
- mrTimothy — «Stand by Me»
- Rogue Traders — «Watching You»
- Led Zeppelin — «Babe, I’m gonna leave you»
- TV Rock feat. Nancy Vice — «Bimbo Nation»
- TV Rock feat. Seany B — «Flaunt It»
- Vandalism — «Never Say Never»

2007
- Chab feat. JD Davis — «Closer to Me»
- Cicada — «The Things You Say»
- Funky Green Dogs aka Murk — «Reach for Me»
- Kaskade — «Sorry»
- Meck feat. Dino — «Feels Like Home»
- Mark Ronson feat. Daniel Merriweather — «Stop Me»
- Roger Sanchez — «Not Enough»
- Wink — «Higher State of Consciousness»
- Tiësto feat. Christian Burns — «In the Dark»
- Tracey Thorn — «Grand Canyon»
- David Guetta — «Baby When the Light»

2008
- Buy Now — «Body Crash»
- Snoop Dogg — «Sexual Eruption»
- John Dahlback — «Pyramid»
- Pussycat Dolls — «When I Grow Up»
- PNAU — «With You Forever»

2009
- Axwell, Sebastian Ingrosso, Steve Angello, Laidback Luke — «Leave The World Behind»
- U2 — «I’ll Go Crazy»
- The Temper Trap — 'Sweet Disposition' (with Axwell)

2010
- Miike Snow — 'Silvia' (with Sebastian Ingrosso)

2011
- Diddy-Dirty Money — 'Coming Home'
- Jeremy Ölander — 'Airsteala'
- Skylar Grey — 'Invisible'

2012
- John Dahlback feat. Urban Cone & Lucas Nord — Embrace me

2013
- MONSTA — Messiah (Dirty South Extended Remix)

2014
- DIrty South feat. Gita Lake — Freefallin' (Dirty South Remix)